# BaFin-Journal
Das BaFin-Journal (Eigenschreibweise BaFinJournal) ist ein monatlich als PDF erscheinender Titel der Bundesanstalt für Finanzdienstleistungsaufsicht (BaFin), der sich an die Akteure im Finanzwesen richtet. Die Publikation ist dabei sowohl Fachmagazin als auch zentrales Mitteilungsblatt. Zusätzlich zu der jeweiligen Ausgabe werden einzelne Artikel auch separat auf der Website veröffentlicht. Herausgeber ist die Abteilung Kommunikation der BaFin, die redaktionelle Verantwortung liegt im Referat Reden und Publikationen. Das Layout wird mit Unterstützung aus dem Verlag Fritz Knapp umgesetzt.

## Inhalte und Zielgruppe
Das BaFin-Journal enthält im vorderen Teil Fachartikel, Interviews und Meldungen zu relevanten nationalen und internationalen Aufsichtsthemen der BaFin. Das Heft gliedert sich derzeit in die drei Blöcke „Unternehmen und Märkte“, „Internationales“ und „Verbraucher“, in denen aktuelle Inhalte behandelt werden. Anschließend folgt unter der Rubrizierung „Themen“ ein monatlich wechselndes Schwerpunktthema. Zuvor lautete die Aufteilung „Kurz & Aktuell“, „Aufsicht“, „Verbraucher“ und „Internationales“. Im hinteren Teil folgen die amtlichen Bekanntmachungen der Versicherungsaufsicht.
Zielgruppe des BaFin-Journals sind einerseits die Akteure aus den drei Aufsichtsfeldern Kreditwesen, Wertpapierhandel und Versicherungswesen, andererseits Verbraucher. Darüber hinaus richtet sich die Zeitschrift auch an Multiplikatoren in den Medien sowie Forschung und Wissenschaft.

## Geschichte
Die Erstausgabe des heutigen Bafin-Journals wurde 2007 veröffentlicht. Die Wurzeln der Zeitschrift reichen aufgrund von Vorgängertiteln indes bis 1948 zurück.
Als Vorgänger erschien laut Angaben in der Zeitschriftendatenbank von 2003 bis 2006 ebenfalls rein als PDF Veröffentlichungen der Bundesanstalt für Finanzdienstleistungsaufsicht : VerBaFin.
Als Druckausgaben und Vorgänger werden von der Zeitschriftendatenbank der von 39.1990 bis 51.2002 sowie von 22.1973 bis 39.1990 nachgewiesene Titel Veröffentlichungen des Bundesaufsichtsamtes für das Versicherungswesen, die Veröffentlichungen des Bundesaufsichtsamtes für das Versicherungs- und Bausparwesen (von 1.1952 bis 21.1972 nachgewiesen) sowie die via De Gruyter veröffentlichten Veröffentlichungen des Aufsichtsamtes für das Versicherungswesen (1.1948 bis 5.1952 nachgewiesen) geführt.

## Rezeption
Die Inhalte im BaFin-Journal werden sowohl von Publikums- wie auch Fachmedien wahrgenommen wiedergegeben. So schrieben beispielsweise die FAZ und die Sparkassenzeitung, dass die BaFin in ihrer damals aktuellen Ausgabe „vor unwirksamen Zinsklauseln“ warne. Das Handelsblatt griff ein Interview auf, in dem Bafin-Chef Felix Hufeld die Banken warnte, dass „trotz der milliardenschwere Hilfsprogramme“ mit weiteren Kreditausfällen rechnen müssten. Im Rahmen der Berichterstattung über den Wirecard-Skandal zitierte die Süddeutsche Zeitung aus dem Editorial der Juli-Ausgabe. Das konzernunabhängige Fachmagazin Das Investment griff unter der Dachüberschrift „Schlimme Finger im August 2020“ die monatliche Veröffentlichung von „Unternehmen auf, deren Geschäftsgebaren den Finanzaufsehern zuletzt negativ aufgefallen ist“.
Auch in Fachbüchern werden die Inhalte des BaFin-Journals rezipiert, so beispielsweise in Controlling und Basel III in der Unternehmenspraxis (Verlag Springer Gabler), FinTech: Herausforderungen bei der Regulierung digitaler Geschäftsmodelle anhand von Gestaltungen aus dem Wertpapierbereich (Nomos), Die Stellungnahme der Zielgesellschaft und die Gegenleistung in der Unternehmensübernahme (Nomos) oder Ratingagenturen: Wettbewerb und Transparenz auf dem Ratingmarkt (Gabler).